# جوائز اللعبة 2018
جوائز اللعبة 2018 (بالإنجليزية: The Game Awards 2018) كان حفل توزيع جوائز لتكريم أفضل ألعاب الفيديو لعام 2018. مثل حفلات جوائز اللعبة السابقة، كان مضيف الحفل هو جيف كيلي وأُقيم في مسرح مايكروسوفت بمدينة لوس أنجلوس يوم 6 ديسمبر 2018. فازت لعبة إله الحرب بثلاث جوائز، من ضمنها لعبة العام، في حين فازت لعبة خلاص الموت الأحمر 2 بأربع جوائز وهي الأكثر فوزًا في الحفل. كان الحفل معروضًا بالبث المباشر على أكثر من 40 منصة حول العالم، بأكثر من 26 مليون مشاهد إجمالاً. بالإضافة إلى الجوائز، أُعلن عن ألعاب جديدة عديدة خلال الحدث.

## التقديم
مثل حفلات جوائز اللعبة السابقة، قام بإنتاج العرض واستضافته الصحفي جيف كيلي وأُقيم في مسرح مايكروسوفت بمدينة لوس أنجلوس يوم 6 ديسمبر 2018. كان الحفل معروضًا بالبث المباشر على أكثر من 40 منصة حول العالم، بمشاهدات إجمالية تُقدَّر بحوالي 26.2 مليون؛ بمعدل زيادة 126% على 2017 ووصل عدد المشاهدين المتزامنين على تويتش إلى 1.3 مليون مشاهد.
بدأ الحفل بخطاب جماعي من فيل إسبنسر من مايكروسوفت و‌ريجي فيس-إميه من نينتندو و‌شون لايدن من سوني إنتراكتيف إنترتينمنت. العديد من العاملين المعروفين في صناعة السينما والألعاب قاموا بتقديم الجوائز في الحفل، منهم مخرجي الألعاب جيف كابلان و‌جوزيف فارس، والمخرجين السينمائيين الأخوان روسو و‌الأخوان دفر، والممثلين كريستوف فالتز و‌عايشة تايلور و‌روزا سالازار و‌جونا هيل، ولاعبي البث جاك سبتيك آي و‌نينجا و‌بوكيمان. بالإضافة إلى عرض موسيقي مباشر لأغنية «زناد الشيطان» (بالإنجليزية: Devil Trigger) من لعبة ديفل ماي كراي 5، تميز الحفل أيضًا بأوركسترا تضمنت الملحنين هانز زيمر و‌لورن بالف و‌هاري جريجسون ويليامز التي قامت بعزف الموسيقى من بعض الألعاب المرشحة.
مُنحت جائزة رمز الصناعة إلى غريغ توماس، رئيس فيجوال كونسبتس، الاستديو الذي يقف خلف عدد كبير من الألعاب الرياضية المحترفة المرخصة، مثل سلسلة إن بي إيه 2كيه. جائزة «اللاعب الشائع» من الحفلات السابقة قد انقسمت إلى فئتين منفصلتين. أولهما أصبحت أفضل صانع محتوى في العام والتي تُعطى إلى من يناصر الفوائد الإيجابية من ألعاب الفيديو، والذي فاز بها ريتشارد تايلر بليفينس، المعروف باسم "نينجا". ثانيهما أصبحت جائزة مواطني الألعاب العالميين، وتختارها ألعاب فيسبوك لتمييز أولئك اللاعبين والمبرمجين الذين يحاولون صنع تغيير في المجتمع العالمي (للألعاب). والذين فازوا بها هم ستيفن سبون، الذي شارك في تأسيس إيبل غيمرز للمساعدة في تحسين إمكانية الوصول في ألعاب الفيديو؛ وسعدية بشير لتعزيز اهتمام الإناث ببرمجة الألعاب داخل باكستان؛ وكذلك لو ماين، مبرمج من جنوب السودان يستخدم الألعاب لمساعدة تعزيز السلام في منطقته.
أثناء الحدث، أُقيمت تخفيضات على بعض الألعاب المرشحة والألعاب الفائزة سابقًا على متجر بلاي ستيشن و‌متجر نينتندو الإلكتروني و‌ستيم و‌متجر إكس بوكس. بالإضافة إلى ذلك، أطلقت إيبك غيمز متجرها متجر إبيك غيمز أثناء التقديم، ويعرض بعض الألعاب المعروضة في الحدث.

### إعلانات الألعاب
مثل حفلات جوائز اللعبة، أعلن الحدث عن عدد من الألعاب الجديدة. بالإضافة إلى ذلك، التحديثات للألعاب المعلنة والمُصدرة سابقًا قد عُرضت أيضًا، منها الأسلاف: ملحمة الجنس البشري و‌ترنيمة و‌جسور و‌ميت بوضح النهار و‌ديفل ماي كراي 5 و‌فورتنايت و‌فورزا هوريزون 4 و‌السحر: ساحة التجمع و‌ساحات معارك اللاعبين المجهولين و‌سايكونوتس 2 و‌غضب 2 و‌موعظة ستانلي و‌الأخوان المحطمان الخارقان النهائيان.
الألعاب المُعلنة لأول مرة كانت:
| - بين الأشجار - أطلس - كراش تيم رايسنغ نايترو-فيولد - عصر التنين 4 - الصرخة البعيدة الفجر الجديد - هاديس - رحلة إلى الكوكب المتوحش - نار المخيم الأخيرة | - مارفل: التحالف المطلق 3: التنظيم الأسود - القتال المميت 11 - العوالم الخارجية - غير مسلوك - قلوب سايونارا البرية - القمامون - أشياء غريبة 3: اللعبة - الناجي |

## الجوائز
أُعلن عن المرشحين في 13 نوفمبر 2018، وأي لعبة قد أُصدرت قبل 22 نوفمبر 2018 تكون مؤهلة للأخذ بعين الاعتبار. بالإضافة إلى لائحة من ممثلي صناعة ألعاب الفيديو يشكلون لجنة التحكيم، أُتيح التصويت العلني للفائزين ابتداءً من 13 نوفمبر 2018 وحتى 6 ديسمبر من نفس العام، عبر الموقع الرسمي، وكذلك عبر عدة منصات مثل ديسكورد و‌أمازون أليكسا و‌مساعد جوجل و‌تويتر و‌فيسبوك ماسنجر و‌بيليبيلي. يُحسب تصويت المعجبين بنسبة 10% صارمة في جوائز اختيار لجنة التحكيم، ولكن نشر التصويتات على مواقع التواصل الاجتماعي قد زاد من وزن التصويت بنسبة 10% في الاعتبار الكلي لأصوات المعجبين.
من بين التغييرات في الجوائز كانت إضافة عدة فئات جديدة متعلقة بالرياضة الإلكترونية، وكذلك تغيير اسم جائزة اللاعب الشائع إلى أفضل صانع محتوى في العام والتي تُمنح لأولئك الذين يساعدون في صنع محتوى جديد ومبتكر حول ألعاب الفيديو، مثل لاعبي البث المباشر ومدوني يوتيوب.

### ألعاب الفيديو
الألعاب والأشخاص الفائزون في الفئة مكتوبون بالخط الغليظ.
| لعبة العام | أفضل إخراج |
| --- | --- |
| - إله الحرب – إس سي إي سانتا مونيكا ستوديو و‌سوني إنتراكتيف إنترتينمنت - عقيدة الاغتيالي الملحمة – يوبي سوفت كيبك - سيليست – مات ميكس غيمز - الرجل العنكبوت – إنسومنياك غيمز و‌سوني إنتراكتيف إنترتينمنت - صائد الوحوش: العالم – كابكوم - خلاص الموت الأحمر 2 – روكستار غيمز | - إله الحرب – إس سي إي سانتا مونيكا ستوديو و‌سوني إنتراكتيف إنترتينمنت - مخرج – إستديوهات هيزلايت و‌إلكترونيك آرتس - ديترويت: نحو الإنسانية – كوانتيك دريم و‌سوني إنتراكتيف إنترتينمنت - الرجل العنكبوت – إنسومنياك غيمز و‌سوني إنتراكتيف إنترتينمنت - خلاص الموت الأحمر 2 – روكستار غيمز               |
| أفضل لعبة مستمرة | أفضل سرد |
| - فورتنايت – إبيك غيمز - المصير 2: المنبوذ – بنجي و‌أكتيفجن - سماء مهجورة – هالو غيمز - أوفرواتش – بليزارد إنترتينمنت - توم كلانسي حصار قوس قزح ستة – يوبي سوفت | - خلاص الموت الأحمر 2 – روكستار غيمز - ديترويت: نحو الإنسانية – كوانتيك دريم و‌سوني إنتراكتيف إنترتينمنت - إله الحرب – إس سي إي سانتا مونيكا ستوديو و‌سوني إنتراكتيف إنترتينمنت - الحياة غريبة 2: الحلقة 1 – دونتنود للترفيه و‌سكوير إنكس - الرجل العنكبوت – إنسومنياك غيمز و‌سوني إنتراكتيف إنترتينمنت |
| أفضل فن إخراجي | أفضل موسيقى تصويرية |
| - عودة أوبرا دين – 3909 ذ.م.م - عقيدة الاغتيالي الملحمة – يوبي سوفت كيبك - إله الحرب – إس سي إي سانتا مونيكا ستوديو و‌سوني إنتراكتيف إنترتينمنت - خلاص الموت الأحمر 2 – روكستار غيمز - الأخطبوط المسافر – سكوير إنكس و‌أكواير و‌نينتندو                                       | - خلاص الموت الأحمر 2 – ودي جاكسون - سيليست – لينا رين - إله الحرب – بير مكريري - الرجل العنكبوت – جون بايزانو - ني نو كوني 2: المملكة العائدة – جو هيسايشي - الأخطبوط المسافر – ياسونوري نيشيكي |
| أفضل تصميم صوتي | أفضل أداء تمثيلي |
| - خلاص الموت الأحمر 2 – روكستار غيمز - نداء الواجب: العمليات السوداء 4 – تريارك - فورزا هوريزون 4 – بلاي غراوند غيمز - إله الحرب – إس سي إي سانتا مونيكا ستوديو و‌سوني إنتراكتيف إنترتينمنت - الرجل العنكبوت – إنسومنياك غيمز و‌سوني إنتراكتيف إنترتينمنت                    | - روجر كلارك بدور آرثر مورغان – خلاص الموت الأحمر 2 - براين ديكارت بدور كونر – ديترويت: نحو الإنسانية - كريستوفر جادج بدور كريتوس – إله الحرب - ميليسانثي ماهوت بدو كاساندرا – عقيدة الاغتيالي الملحمة - يوري لوينثال بدور الرجل العنكبوت – الرجل العنكبوت                                          |
| ألعاب مؤثرة | أفضل لعبة مستقلة |
| - سيليست – مات ميكس غيمز - سرد ذكريات 11-11 – ديجيكسارت و‌آردمان أنيمشنز و‌بانداي نامكو إنترتينمنت - فلورنسا – مونتينز - الحياة غريبة 2: الحلقة 1 – دونتنود للترفيه و‌سكوير إنكس - المفقودة: جاي جاي ماكفيلد وجزيرة الذكريات – وايت آولز و‌آرك سيستمس وركز                     | - سيليست – مات ميكس غيمز - خلايا ميتة – موشن توين - إلى الثغرة – سابست غيمز - عودة أوبرا دين – 3909 ذ.م.م - المرسال – سابوتاج و‌ديفوليفر ديجيتال |
| أفضل لعبة محمول | أفضل لعبة واقع افتراضي |
| - فلورنسا – مونتينز - مقاطعة الدونات – بن إسبوزيتو و‌أنابورنا إنتراكتيف - فورتنايت – إبيك غيمز - ببجي للمحمول – لايتسبيد آند كوانتم و‌تينسنت غيمز - العهود: صراع العروش – نريال و‌ديفوليفر ديجيتال                                                                            | - مهمة إنقاذ بوت الفضاء – جابان ستوديو و‌سوني إنتراكتيف إنترتينمنت - سيف النبضات – بيت غيمز - جدار الحماية: ساعة الصفر – فيرست كونتاكت إنترتينمنت و‌سوني إنتراكتيف إنترتينمنت - موس – بوليراك غيمز - تأثير تتريس – ريزونير وإنهانس                                                                    |
| أفضل لعبة أكشن | أفضل لعبة أكشن مغامرات |
| - خلايا ميتة – موشن توين - نداء الواجب: العمليات السوداء 4 – تريارك و‌أكتيفجن - المصير 2: المنبوذ – بنجي و‌أكتيفجن - الصرخة البعيدة 5 – يوبي سوفت مونتريال - ميغا مان 11 – كابكوم                                                                                            | - إله الحرب – إس سي إي سانتا مونيكا ستوديو و‌سوني إنتراكتيف إنترتينمنت - عقيدة الاغتيالي الملحمة – يوبي سوفت كيبك - الرجل العنكبوت – إنسومنياك غيمز و‌سوني إنتراكتيف إنترتينمنت - خلاص الموت الأحمر 2 – روكستار غيمز - شبح لصة القبور – إيدوس مونتريال و‌سكوير إنكس                                    |
| أفضل لعبة تقمص أدوار | أفضل لعبة قتال |
| - صائد الوحوش: العالم – كابكوم - مسعى التنين 11 – سكوير إنكس - ني نو كوني 2: المملكة العائدة – ليفل-5 و‌بانداي نامكو إنترتينمنت - الأخطبوط المسافر – سكوير إنكس و‌أكواير و‌نينتندو - أعمدة الخلود 2: النار الميتة – أوبسيديان إنترتنمنت                                       | - مقاتلو كرة التنين – آرك سيستمس وركز و‌بانداي نامكو إنترتينمنت - الحريق الأزرق: المعركة الثنائية المتقاطعة – آرك سيستمس وركز - عيار الروح 6 – بانداي نامكو إنترتينمنت - مقاتل الشوارع 5: إصدار الصندوق – كابكوم                                                                                     |
| أفضل لعبة عائلية | أفضل لعبة إستراتيجية |
| - أوفركوكد 2 – غوست تاون غيمز و‌تيم17 - نجوم كرة مضرب ماريو – كامالوت سوفتوير بلانينغ و‌نينتندو - نينتندو لابو – نينتندو - رابطة النجوم: معركة أطلس – يوبي سوفت تورنتو - حفل ماريو الخارق – إن دي كيوب و‌نينتندو                                                              | - إلى الثغرة – سابست غيمز - ملحمة الراية 3 – ستويك ستوديو و‌فيرسيس إيفل - تقنية المعركة – هيربريند سكيمز و‌بارادوكس إنتراكتيف - فروستبنك – إستديوهات 11 بت - سجلات فالكيريا 4 – سيغا |
| أفضل لعبة رياضية وسباقات | أفضل لعبة جماعية |
| - فورزا هوريزون 4 – بلاي غراوند غيمز و‌إستديوهات مايكروسوفت - فيفا 19 – إي أيه فانكوفر و‌إي أيه سبورتس - نجوم كرة مضرب ماريو – كامالوت سوفتوير بلانينغ و‌نينتندو - إن بي إيه 2كيه19 – فيجوال كونسبتس و‌2كيه سبورتس - كرة قدم المحترفين المتطورة 2019 – بيس برودكشنز و‌كونامي    | - فورتنايت – إبيك غيمز - نداء الواجب: العمليات السوداء 4 – تريارك و‌أكتيفجن - المصير 2: المنبوذ – بنجي و‌أكتيفجن - صائد الوحوش: العالم – كابكوم - بحر اللصوص – رير و‌إستديوهات مايكروسوفت |
| أفضل لعبة طلاب | أفضل لعبة مستقلة أولى |
| - القتال 2018 – جامعة النرويج الداخلية للعلوم التطبيقية - اندفاع النجم الزائف – جامعة سانتا كروز - جيرا – معهد ديجي بن للتكنولوجيا في بلباو، إسبانيا - ليف – إسارت ديجيتال - إعادة: شحن – م.م.ت                                                                            | - المرسال – سابوتاج و‌ديفوليفر ديجيتال - مقاطعة الدونات – بن إسبوزيتو و‌أنابورنا إنتراكتيف - فلورنسا – مونتينز - موس – بوليراك غيمز - جزيرة يوكو السريعة – فيلا غوريلا |

### الرياضات الإلكترونية وجوائز أخرى
| أفضل لعبة رياضة إلكترونية | أفضل لاعب رياضة إلكترونية |
| --- | --- |
| - أوفرواتش – بليزارد إنترتينمنت - الهجوم المضاد: العدوان العالمي – فالف - دفاع القدماء 2 – فالف - فورتنايت – إبيك غيمز - عصبة الأساطير – ريوت غيمز | - دومينيك ماكلين "سونيك فوكس" (إيكو فوكس) - هاجيمي تانيغوتشي "توكيدو" (إيكو فوكس) - جيان زي هاو "أوزي" (رويال نيفر غيف أب) - أوليكساندر كوستيليف "س1مبل" (ناتوس فينسير) - سونغ-هيغيون بانغ "ججوناك" (نيويورك إكسلسيور) |
| أفضل فريق رياضة إلكترونية | أفضل مدرب رياضة إلكترونية |
| - كلاود 9 (عصبة الأساطير) - أستراليس (الهجوم المضاد: العدوان العالمي) - فناتيك (عصبة الأساطير) - لندن سبيتفاير (دوري أوفرواتش) - أو جي (دفاع القدماء 2) | - بوك هان-غيو "ريبيرد" (كلاود 9) - كريستيان باناسيانو "ببسارل" (أو جي) - داني سورنسن "زونيك" (أستراليس) - ديلان فالكو (فناتيك) - يعقوب مبدي "ياماتوكانون" (تيم فيتاليتي) - يانكو بونوفيتش "ينك" (صنع في البرازيل)      |
| أفضل حدث رياضة إلكترونية | أفضل مضيف رياضة إلكترونية |
| - بطولة العالم لعصبة الأساطير 2018 - إيليغ ميجور: بوسطن 2018 - إيفو 2018 - نهائي دوري أوفرواتش الكبير 2018 - بطولة العالم 2018 | - إيفجي ديبورتيري "شوكز" - أليكس منديز "غولدنبوي" - أليكس ريتشاردسون "ماشين" - أنديرس بلوم - بول شالونر "رد آي" |
| أفضل لحظة في الرياضة الإلكترونية | أفضل صانع محتوى في العام |
| - عودة كلاود 9 والفوز ثلاثة أضعاف ضد فازي (إيليغ ميجور: بوسطن 2018) - جي 2 يهزم آر إن جي (بطولة العالم لعصبة الأساطير) - سباق القاعدة لكيه تي ضد آي جي (بطولة العالم لعصبة الأساطير) - قلب الطاولة العظيم من أو جي لفريق إل جي دي (بطولة العالم 2018) - تبديل سونيك فوكس الجانبي ضد غو1 (إيفو 2018) | - ريتشارد تايلر بليفينس "نينجا" - د. لوبو - بوكيمان - ويليركس |

### جوائز شرفية
| جائزة رمز الصناعة             | مواطني الألعاب العالميين            |
| ----------------------------- | ----------------------------------- |
| - غريغ توماس (فيجوال كونسبتس) | - ستيفن سبون - سعدية بشير - لو ماين |

## ألعاب لها عدة جوائز وترشيحات
| الترشيحات | اللعبة                          |
| --------- | ------------------------------- |
| 8         | إله الحرب                       |
| 8         | خلاص الموت الأحمر 2             |
| 7         | الرجل العنكبوت                  |
| 4         | سيليست                          |
| 4         | عقيدة الاغتيالي الملحمة         |
| 3         | نداء الواجب: العمليات السوداء 4 |
| 3         | المصير 2: المنبوذ               |
| 3         | ديترويت: نحو الإنسانية          |
| 3         | فلورنسا                         |
| 3         | فورتنايت                        |
| 3         | صائد الوحوش: العالم             |
| 3         | الأخطبوط المسافر                |
| 2         | خلايا ميتة                      |
| 2         | فورزا هوريزون 4                 |
| 2         | إلى الثغرة                      |
| 2         | الحياة غريبة 2: الحلقة 1        |
| 2         | نجوم كرة مضرب ماريو             |
| 2         | المرسال                         |
| 2         | موس                             |
| 2         | ني نو كوني 2: المملكة العائدة   |
| 2         | عودة أوبرا دين                  |

| الجوائز | اللعبة              |
| ------- | ------------------- |
| 4       | خلاص الموت الأحمر 2 |
| 3       | إله الحرب           |
| 2       | سيليست              |
| 2       | فورتنايت            |

## وصلات خارجية
- جوائز اللعبة 2018 على موقع IMDb (الإنجليزية)
- الموقع الرسمي